# Triókhgorni
Triókhgorni - Трёхгорный (rus) - és una ciutat tancada de l'óblast de Txeliàbinsk, a Rússia.

## Història
El 24 de gener del 1952 el Consell de Ministres decidí construir la fàbrica N. 933 per fabricar bombes atòmiques. L'abril d'aquell mateix any començà la construcció de la fàbrica i de la vila adjacent. La fàbrica entrà en funcionament a començaments del 1955. La vila aconseguí l'estatus de ciutat el 28 d'octubre del 1955 i rebé el nom de Zlatoust-20. Fou rebatejada Zlatoust-36 l'1 de gener de 1967, i finalment el 29 d'octubre de 1993 prengué el nom de Triókhgorni.